# 조동걸
조동걸(趙東杰, 1932년 3월 23일~2017년 10월 17일)은 대한민국의 역사학자로 자는 필여(弼汝), 호는 우사(于史)이다. 한국의 독립운동사의 연구의 거두로 인정받으며, 1970년대부터 독립운동사 연구를 이끌었다.

## 생애
경상북도 영양군 일월면 주곡리 일대의 주실마을에서 아버지 조만영(趙萬泳)과 김주식(金胄植)의 딸 사이에서 3남 3녀 중 장남으로 태어났다. 소학교 4학년 때 영양을 떠나 경성부로 올라와 양정중학교, 덕수상업고등학교를 다녔다. 1950년에 한국 전쟁이 발발하자 고향인 영양으로 돌아왔으나 영양이 조선인민군에게 점령되어 인민군에 강제 징집당했다. 이후 낙동강 전선에 투입되었으나 탈영했으며, 탈영 후에는 대한민국 학도의용군 생활을 하기도 했다.
1953년에 휴전 후 경북대학교 사범대학 역사교육과에 입학했고, 대학 시기에 신익희의 선거 운동을 지원하는 등 반이승만 운동에 참여했다. 이후 1957년에  대학을 졸업하고 강릉농업고등학교와 춘천여자중학교에서 교사로 재직했다. 1965년에 춘천교육대학교의 학장인 최태호의 초빙으로 춘천교대에서 교편을 잡았다. 이 시기에는 강원도 향토사 연구에 주력하여 천전리 지석묘군 발굴에 참여하거나 《강원도지》 편찬 참여, 강원도 지역 3·1 운동사를 정리했다. 이후 1969년에 안중근이 자신의 상관으로 밝힌 "김두성"이라는 인물이 유인석이라는 주장을 펼친 「김두성고」를 발표했다. 이 발표는 당시 학계에서 부정적인 반응을 보였으나 이는 조동걸이 자신의 역사 연구 주제를 한국의 독립운동사로 설정하는 계기가 되었다. 같은 해에 홍이섭과 이강훈 등의 도움으로 한국의 독립운동사 관련 저술 단체인 독립운동사편찬위원회에 가입하여 독립운동사 연구에 몰입했다.
1979년에는 안동대학교의 총장 김학수의 초빙으로 신설된 사학과의 교수를 맡았으며, 1981년에 국민대학교 국사학과 교수가 되었다. 국민대 국사학과에 1997년까지 교편을 잡으면서 24권의 저서와 130편 이상의 논문을 집필했으며, 제1회 독립기념관 학술상(2005년), 한국출판문화상 저작상(1994년), 성곡학술문화상(1999년), 의암대상 학술상(2002년), 용재학술상(2011년) 등의 상을 받았다. 1987년에는 국민훈장 동백장을 받았다.
1997년에 정년을 맞아 국민대 교수직에서 퇴임했으며, 1999년에 정구복 등과 함께 한국의 사학사를 연구하는 한국사학사학회를 창립했다. 이후 독립기념관 산하 한국독립운동사연구소장, 한국국학진흥원 원장을 맡았으며, 2010년에 제자들에 의해 자신의 글을 모은 전집이 발간되었다.
2017년 10월 17일 오전 11시에 별세했다.

## 수상
- 한국출판문화상 저작상(1994년)
- 성곡학술문화상(1999년)
- 의암대상 학술상(2002년)
- 독립기념관 학술상(2005년)
- 용재학술상(2011년)
- 국민훈장 동백장(1987년 8월 24일)

## 참고 문헌
- 조동걸·한상구, 「조동걸 -한국 민족주의 탐구의 새 지평」, 역사비평 제43호, 1998